# Mexikanische Badmintonmeisterschaft 2000
Die Mexikanische Badmintonmeisterschaft 2000 fand in Mexiko-Stadt statt. Es war die 52. Auflage der nationalen Titelkämpfe von Mexiko im Badminton.

## Sieger und Finalisten
| Disziplin    | Gold                            | Silber                            |
| ------------ | ------------------------------- | --------------------------------- |
| Herreneinzel | Fernando de la Torre            | Bernardo Monreal                  |
| Dameneinzel  | Gabriella Rodríguez             | Svetlana Serralde                 |
| Herrendoppel | Jesús Olvera Gustavo Meré       | Fernando de la Torre Luis Suárez  |
| Damendoppel  | Laura Amaya Gabriella Rodríguez | Zvetlana Serralde Jan Pin He      |
| Mixed        | Bernardo Monreal Laura Amaya    | Israel Gutiérrez Gabriela Melgoza |